# Jan Janssens (politicus)

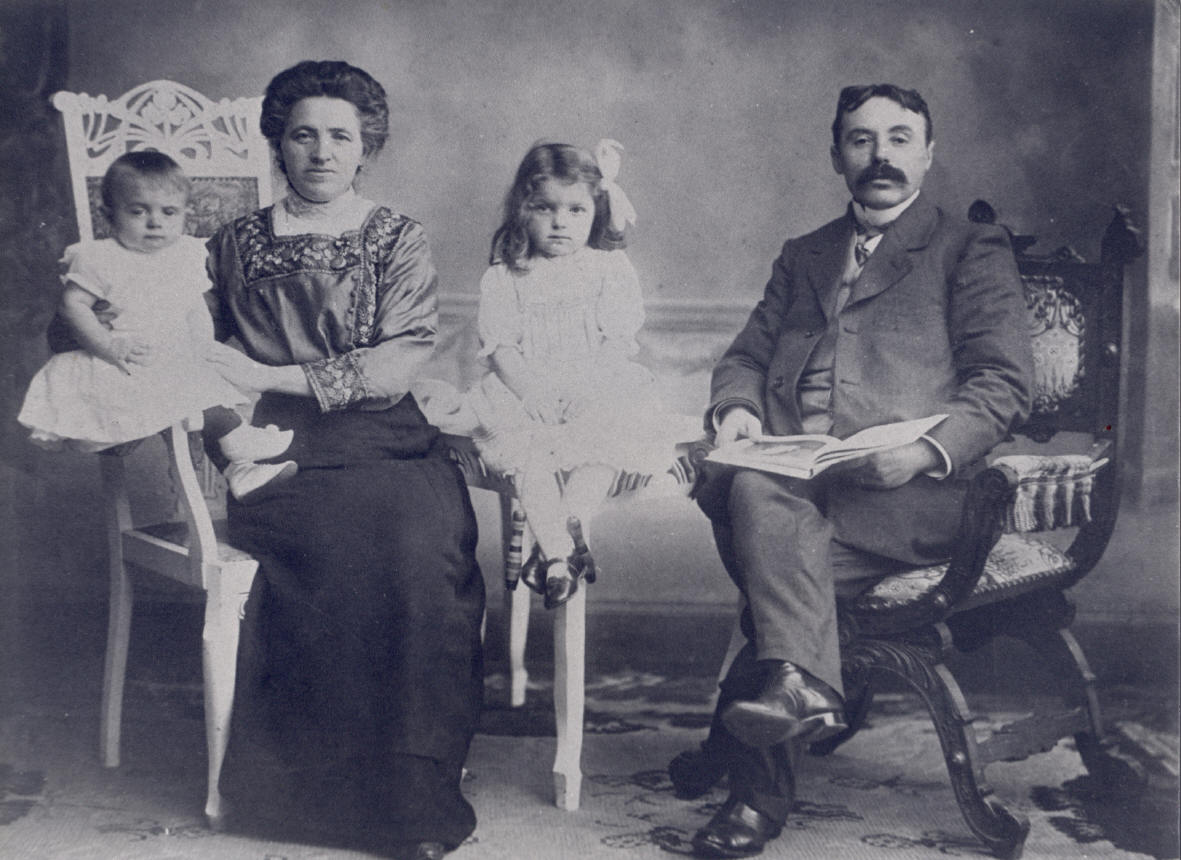
Het gezin van burgemeester Jan Janssens

Johannis Joseph (Jan) Janssens (Deurne, 2 september 1870 - Heeze, 10 juli 1952) was een Nederlands burgemeester.
Janssens werd geboren als zoon van Joseph Louis Janssens, secretaris van de gemeente Deurne, en bijgenaamd Bismarck, en Henrica van de Mortel. In 1895 was Jan Janssens klerk ter secretarie te Deurne, en in 1907 volgde een aanstelling als burgemeester en kort daarna ook secretaris van de gemeente Vlierden. Janssens bleef een fanatiek lid van de fanfare in Deurne. In 1919 verruilde hij de gemeente Vlierden voor Schijndel, waar hij tot 1937 in functie bleef.
Janssens was getrouwd met Maria Octavia Vullinghs (1870-1969) en had twee kinderen.